# تیتونی
تیتونی (انگلیسی: Titoni) شرکت ساعت‌سازی سوئیسی است، که در سال ۱۹۱۹ تأسیس شد.